# Long Eaton
Long Eaton ist eine Stadt in England, die in der südwestlichen Ecke der Grafschaft Derbyshire (East Midlands) liegt. Seit 1974 gehört sie zum District Erewash. Long Eaton liegt in der Nähe des Flusses Trent und sieben Meilen südwestlich von Nottingham.

## Geschichte
Long Eaton wurde erstmals als Aitone im Domesday Book von 1086 urkundlich erwähnt. Im Jahre 1228 gewann die Stadt das „Long“-Präfix aufgrund der Länge der Stadt. Das „Great Fire of Long Eaton“ in 1694 zerstörte 14 Häuser und mehrere andere Gebäude auf dem Marktplatz. Im 19. Jahrhundert entwickelte sich Long Eaton zum Zentrum der Spitzenmanufaktur. 1921 erweiterte sich die Grenze von Long Eaton um Wilsthorpe und Teile der Städte Sandiacre und Sawley.

## Architektur
Die Palladinische Long Eaton Town Hall ist heute Teil des größeren Long Eaton Rathauskomplexes der späten 1980er. Die Pfarreikirche von St. Laurence ist Überlieferungen zufolge auf das 11. Jahrhundert datiert, möglicherweise erbaut unter Knut dem Großen. Realistischer ist jedoch die Datierung auf das 12. Jahrhundert, nach der Normannischen Eroberung Englands.

## Bildung
Long Eaton hat zwei staatliche Gesamtschulen, die The Long Eaton Schule und Wilsthorpe Business und Enterprise Hochschule, sowie mehrere Grundschulen. Dort befinden sich ebenfalls das Trent College und die Elms School für Kinder von 3 bis 11 Jahren.

## Sport
In Long Eaton gibt es verschiedene Möglichkeiten um Sport zu betreiben, unter anderem Speedway, Fußball, Rugby und Cricket.

## Persönlichkeiten

### Söhne und Töchter der Stadt
- Garry Birtles (* 1956), Fußballspieler, gewann zwei European Cups mit dem Verein
- Mark Draper (* 1970), Fußballspieler
- Douglas Houghton, Baron Houghton (1898–1996), Politiker der Labour Party
- Saira Khan (* 1970), Fernsehmoderatorin
- Laura Knight (1877–1970), Malerin des Impressionismus
- Lewis McGugan (* 1988), Fußballspieler
- Dougie Squires (* 1932), Choreograf
- John Walters (1939–2001), Rundfunkproduzent und -sprecher

### Persönlichkeiten, die in Long Eaton lebten oder gewirkt haben
- Albert Ball (1896–1917), Jagdflieger, besuchte das Trent College[1]
- Georgia Groome (* 1992), Schauspielerin, besuchte das Trent College
- Eric Malpass (1910–1996), Schriftsteller, lebte und arbeitete in Long Eaton

## Städtepartnerschaften
- Romorantin-Lanthenay  Frankreich
- Langen (Hessen)  Deutschland[2]